# 奇卡尔达拉
奇卡尔达拉（Chikhaldara），是印度马哈拉施特拉邦Amravati县的一个城镇。总人口4718（2001年）。

## 人口
该地2001年总人口4718人，其中男性2717人，女性2001人；0—6岁人口588人，其中男292人，女296人；识字率80.18%，其中男性为86.05%，女性为72.21%。